# ヴィッラノーヴァ・デル・シッラロ
ヴィッラノーヴァ・デル・シッラロ（伊: Villanova del Sillaro）は、イタリア共和国ロンバルディア州ローディ県にある、人口約1,800人の基礎自治体（コムーネ）。

## 地理

### 位置・広がり

#### 隣接コムーネ
隣接するコムーネは以下の通り。
- ピエーヴェ・フィッシラーガ
- マッサレンゴ
- サンタンジェロ・ロディジャーノ
- オッサーゴ・ロディジャーノ
- ボルゲット・ロディジャーノ
- グラッフィニャーナ